# 虎尾郡

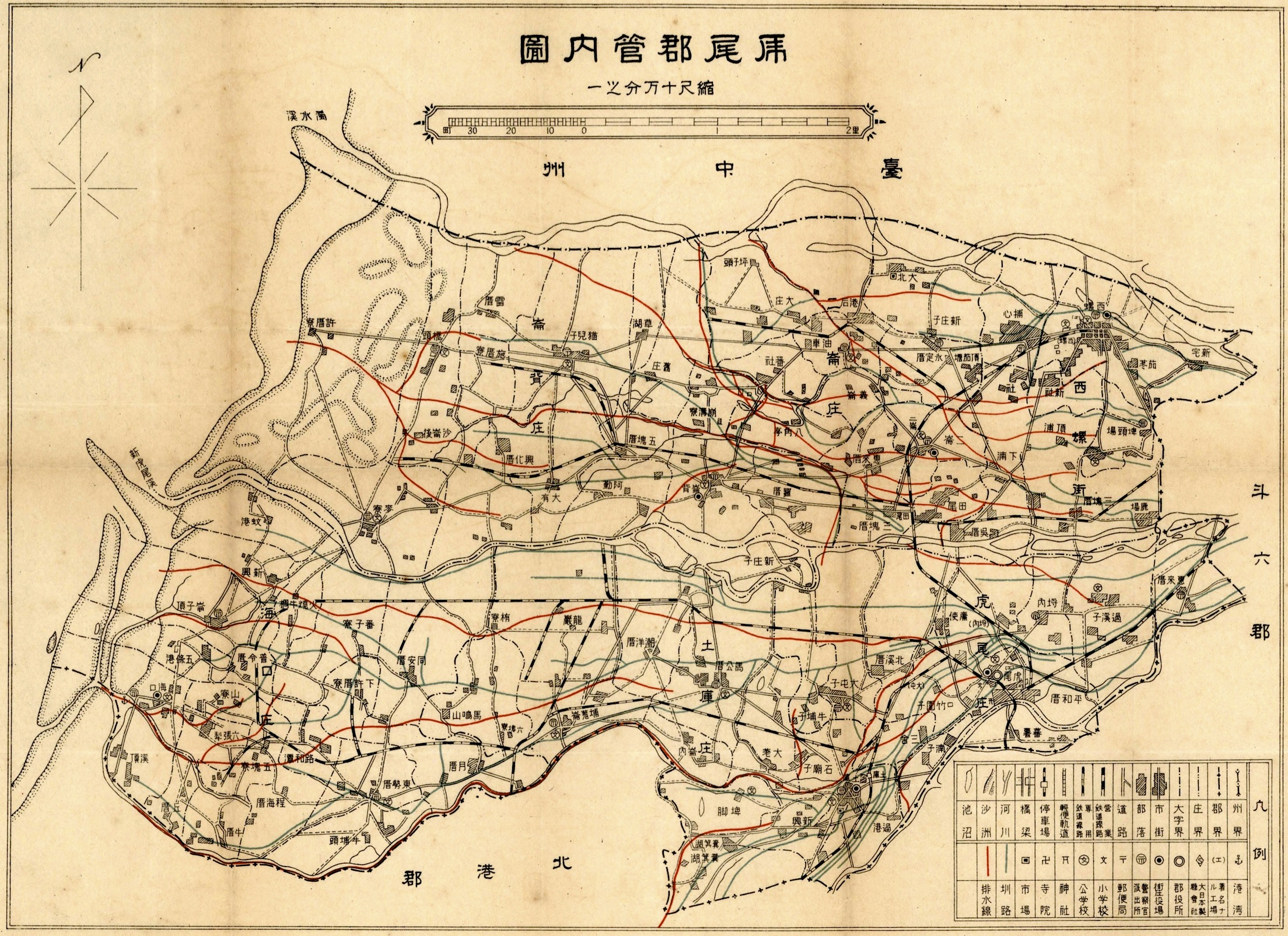
虎尾郡の地図

虎尾郡（こびぐん）は、日本統治時代の台湾に存在した行政区画の一つであり、台南州に属した。

## 概要
虎尾庄（のち虎尾街）、西螺街、土庫庄（のち土庫街）、二崙庄、崙背庄、海口庄を管轄し、郡役所は虎尾庄（街）に置かれた。郡域は現在の虎尾鎮、西螺鎮、土庫鎮、褒忠郷、二崙郷、崙背郷、麦寮郷、台西郷、東勢郷に当たる。

## 歴代首長

### 郡守
- 国谷徳太郎：1920年9月1日-[1]
- 森直吉：1921年7月4日-[2]
- 野口満：1924年12月23日-[3]
- 森万吉：1926年1月16日-[4][5]
- 塚本常盤：1928年9月18日-[6]
- 曽根原弘：1932年3月26日-[7]
- 鈴木信太郎：1933年10月3日-[8]
- 高木秀雄：1935年9月2日-[9][10]
- 田中鉄太郎：1937年11月30日-[11]
- 水野啓：1939年10月18日-[12]
- 村田兵衛：1940年1月31日-[13]
- 矢上純雄：1940年11月28日-[14][15]
- 榊原寿郎治：1942年8月7日-[16]